# Renée Colliard
Renée Colliard, švicarska alpska smučarka, * 24. december 1933, Ženeva, Švica.
Svoj največji uspeh je dosegla na Olimpijskih igrah 1956, ko je postala olimpijska prvakinja v slalomu, tekma je štela tudi za svetovno prvenstvo.